# Кук-нашур
Кук-нашур (д/н — бл. 1635 до н. е.) — суккуль-мах (верховний володар) Еламу близько 1650—1635 роках до н. е. Рахується також як Кук-нашур II з врахування Кук-нашура, суккаля Суз, який ніколи не був самостійним правителем.

## Життєпис
Походив з династії Епартідів (Суккуль-махів). Можливо був сином Кук-нашура, суккаля Суз, за іншими відомостями онуком суккуль-маха Темпті-агуна. Разом з тим є згадка, що Кук-нашур був стриєчним братом Темпті-халхі, який близько 1655 року до н. е. признначив його суккалем Суз, а близько 1650 року до н. е. — суккалем Еламу і Симашкі. Того ж року після смерті Темпті-халхі спадкував владу.
Ймовірно, на час сходження на трон не мав братів чи синів. Тому в порушення давнього правила не призначив на посади суккалей Симашкі і суз своїх родичів, прийнявши титул суккуль-мах Еламу, суккаль Симашкі і Суз. Напевне це було пов'язано з вавилонською загрозою. Між 1650 і 1647 роками дон. е. до еламсько області Дер вдерся цар Аммі-Дітана. Вважається, що Кук-нашур діяв спільно з Дамік-ілішу II, царем Країни Моря. Проте вони зазнали поразки. суккуль-мах мусив сплатити данину, що дозволило наступному вавилонському царю Аммі-цадуці долучити Елам до переліку залежних від Вавилону держав.
За часів Кук-нашура починається поступовий занепад політичної і економічного потуги Еламу. Помер він близько 1635 року до н. е. Спадкував стриєчний брат Кутір-Шілхаха.